# メルクリア 〜水の都に恋の花束を〜
『メルクリア 〜水の都に恋の花束を〜』（メルクリア みずのみやこにこいのはなたばを）は、2010年1月29日に株式会社ソフパルのブランドHeartsより発売されたアダルトゲーム。

## 概要
Heartsの第1作。英語タイトルは"Mercuria -The bouquet of love to Atretica-"のほか、"Mercuria -The bouquet of love to the capital of water-"、"Mercuria -The bouquet of love to the water capital-"など。
2009年8月21日に公式サイトが開設され、発表された。同年10月21日に発売されたアダルトゲーム誌『TECH GIAN』2009年12月号には、ヒロインの1人である鶴城亜泉を主役とした文庫サイズの小説『"読んで感じる"TGバージョン メルクリア 〜水の都に恋の花束を〜 水色の夢』（著：望月JET、本文253ページ）が別冊付録となった。
初回限定プレミアム版には、「メルクリアオフィシャルビジュアルガイドBOOK」「テーマソングマキシシングル豪華4枚組」「録り下ろしドラマCD『パメラが征く』（オリジナル壁紙付き）」が付属している。
2010年2月26日には通常版が、同年3月19日にはサウンドトラック『水都の音色』がそれぞれ発売された。

## ストーリー
現代の日本に暮らす少年ワタルはある日、3人の友人たちと共に突如として見知らぬ地へ飛ばされてしまう。そこは水の女神メルクリアの加護を受け、魔法によって栄える王国インブルーリアだった。元の世界に戻るための手段を見つけ出すため、ワタルたちは王都アトレティカにある王立魔法学園アカデメイア、通称アカデミーへ入学する。

## 登場人物

### メインキャラクター
永津樹 渡（ながつき わたる）
この物語の主人公。現代の日本に暮らす普通の男子学生。名前は作中では通常、片仮名でワタルと書かれる。同級生の日未子、後輩の亜泉、男友達の清修と共に、10月のある朝いつものように登校していたが、前日の雨によって通学路にできた大きな水溜りを渡ろうとしたとき、その水溜りが眩い光を放ち、気づいたときにはたった一人で見覚えのない砂浜にいた。そこで出会った少女リアから、そこがインブルーリアと呼ばれる地だと知らされ、彼女に連れられて蒼玉の都アトレティカに案内される。離ればなれになっていた日未子、亜泉、清修の3人とアトレティカで再会を果たし、アカデミーの上等部二年次に転入した。
優しく思いやりのある好青年。純情で異性との交際経験はない。朝が弱く、早起きするのが苦手。インブルーリアに来てから時々謎の頭痛や眩暈に悩まされている。
当初はナタンテすら使えない状況であったが、特訓の末にナタンテとソルヴォラーレは使えるようになった。
フィオレリーア＝インブルーリア(Fioreria Inblueria)　
声：九条信乃
ワタルが異世界インブルーリアにやってきて最初に出会った金髪碧眼の少女。その正体はインブルーリアのプリンセス。愛称はリア。アカデミー上等部の二年生であり、ワタルと同じクラスで席も隣同士。明るくおてんばな性格で悪戯好きであり、かなりの食いしん坊。アカデミーでは学年首位の成績を誇り、パローネ（最優秀学生）の称号を持つ。放課後はオセアノという名の喫茶店でウェイトレスの奉仕活動（アルバイト）をしている。かなりの巨乳。
魔法に使用するロッドには花束の形の装飾がある。
鷹森 日未子（たかもり ひみこ）
声：榊原ゆい
ワタルと日本で同級生だった少女。ワタルとは中学校時代からの友人。小説家の父、漫画家の母、そして姉との4人家族。母や姉に代わり、鷹森家の家事全般を担当しているため料理は得意。アカデミーの上等部二年に転入しワタルとは別のクラスになる。 気が強く、負けず嫌いな性格だが、その一方で涙もろく、怖いことがあるとすぐに大声で泣き出してしまう。占いが趣味で、インブルーリアにやってきてからは、魔法占いに凝っている。胸のサイズはBカップ。
ロッドには太陽の形の装飾がある。
鶴城 亜泉（つるぎ あい）　
声：兼崎晶
ワタルや日未子より一歳下の後輩。アカデミーの上等部一年に転入する。幼いころの喉の病気がもとで言葉を話すことができないため、いつも持ち歩いているスケッチブックや相手の手の平などに文字を書いて意思を伝える。ワタルのことが好きで、彼に想いを伝えるため、心の声を風に乗せて相手に伝える高等魔法「風の声（ヴォーチェ・ディ・ヴェント）」を習得したいと思っている。背が低く小柄な体型でかなりの貧乳。
ロッドには月の形の装飾がある。
エルネスティナ＝マドリー(Elnestina Madry)　
声：さくらはづき
アカデミーの上等部三年生。愛称はエルナ。気まぐれで飄々とした性格のお姉さん。勉強はかなりできるが寝坊して遅刻したり、授業をサボっても気にしない大雑把なところがある。アカデミーの女子学生たちからの人気は高い。リアと同様巨乳。Sッ気があり、ワタルと最初出会ったとき鎖で縛り上げて足を舐めさせようとした。
ロッドには鎖の巻きついた水晶球の装飾がある。

### サブキャラクター
ニーナ＝マドリー(Nina Madry)　
声：ありす
エルナの妹。3年前に他界した。
パメラ＝トーラオ＝バッジオ(Pamela Torao Baggio)　
声：成瀬未亜
アカデミー上等部二年の女子学生。リアと同じくらい成績優秀。日未子のクラスのレジスタ（クラス委員長）を務める。魔法が使えない日未子たちのことを「原始人」などと呼んで馬鹿にしつつも、世話を焼いている。高位貴族（ハイ=ソサエティ）の出身でお嬢様言葉（ですわ、ますわ等）で話す。
スィーザ＝インブルーリア(Suiza Inblueria)　
声：海原エレナ
リアの母親でインブルーリアの女王。夫のロジオンは8年前に他界した。リアのことを溺愛しており、リアがかわいい服を着ているのを見るといつも鼻血を出して倒れるらしい。かなりドジで何もないところで転んだりする。
クラリィ＝ジェンティーレ(Clary Gentile)　
声：木村あやか
アカデミーの第71代学園長でワタル、リアのクラスの担任でもある。かつてアカデミーを飛び級で卒業したほどの天才魔法使いで、現在は古代魔法（アンティキタ）を研究している。ワタルたちにとって頼りになる先生だが、かわいい女の子にセクハラまがいのことをするなど変態的な一面も持つ。日未子と亜泉は放課後はメイド服を着てクラリィの仕事を手伝うアルバイトをしている。
ティアラ(Tiara)　
声：小倉結衣
言葉が話せない亜泉の世話係としてクラリィから遣わされた風の妖精。体長約30cmでとても可愛らしい。亜泉のことを「亜泉たん」と呼ぶ。小さいながらも妖精たちを統べる女王（レジネッタ）であるが、本人はあまり周囲から崇め立てられることを好まず、誰とでも気さくに付き合いたいと思っている。亜泉とはとても仲が良く、彼女のことをいつも応援している。
メドくん(Medo)　
声：雪都さお梨
インブルーリア王家に仕える水の妖精。クラゲのような姿をしている。リアに対してはとても腰が低いが、ワタルへの態度は悪く、しょっちゅう悪態をつく。一人称は「あっし」だが、ワタルの前では「オレ」になる。「メドくん」と呼ばれているが、性別は女。
倉間 清修（くらま せいしゅう）　
声：空乃太陽
ワタルの悪友である男子生徒。アカデミー上等部二年次に転入する。実家は寺院で、頭髪を丸坊主にしている。仏教に対する知識や情熱が豊富であり、その才能を買われてアカデミー内の神学研究サークルに勧誘された。反面、女の子のパンツを見るのが大好きなエロ坊主でもある。日未子とは漫才コンビのような関係。
リンヴェルド＝インブルーリア(Rinverdo Inblueria)　
声：波多野和俊
リアの兄でインブルーリアの王子。愛称はリド。アカデミーの上等部三年生で、学生会長（プリマ）と男子寮の監督生（プレフェット）も兼任している。また、家庭教師（カヴァネス）のアルバイトもしている。ハンサムで優しく人気者だがかなりのシスコンでリアのことを溺愛している。

## 用語
インブルーリア
魔法文明により栄える王国。多くの島々からなる国家であり、同時に世界そのものの名称でもある。建国から635年が経過している。国旗はグリフィンが描かれた紋章。ごくまれにワタルたちのような異世界から迷い込んでくる者が現れるという。異世界なのにもかかわらず、ワタルたちの使う日本語が会話・文字ともに問題なく通じる。通貨単位はイエン。
蒼玉の都アトレティカ
水の女神メルクリアの加護を受けたインブルーリア王国の王都。別名「インブルーリアの宝石」「蒼き世界に浮かぶアクアマリン」。都の名はインブルーリアの海に住む代表的な魚の名に由来し、上空から見ると魚のような形をしている。多くの水路が張り巡らされており、イタリアのヴェネツィアを思われるような景観である。
王立魔法学園アカデメイア
アトレティカにある巨大な魔法学園。通称アカデミー。初等部（プライマリ）、中等部（セカンダリ）、上等部（コンプリフェンシブ）、大学部（カレッジ）から成り、一万人以上の学生が通っている。
第二十一学生寮
アカデミーの学生寮の一つ。男子寮と女子寮に分かれている。ワタル、日未子、亜泉、清修の他、リアやリドもここで暮らしている。エルナは寮には入っておらず、自宅から通学している。
図書塔
アカデミーに設置されている図書館。膨大な量の書物が収められている。アカデミーの南にあり、上空から見ると十字形をしているため、クローチェ・ディル・スッド（南十字星）または単にクローチェと呼ばれる。
メルカ広場
アカデミー内にある広場の一つ。主に上等部の学生達の憩いの場となっている。
魔法
マナと呼ばれるエネルギーを用いて様々な現象を起こす技術。アトレティカでは魔法が使えないとまともに生活することができない。意識を集中させ、魔法名（マージアトーン）を唱えることで（言葉が発せない亜泉は心で念じることで）発動する。
ナタンテ(Natante)
水を固定する魔法。アトレティカの到るところにある水路の上を歩行できるようになる。魔法の中でもっとも基本的なもので、指先だけで使用できる。
ヴァリアメンテ(Variamente)
爪に描いた魔方陣からタクト（初級・中級魔法のための指揮棒）やロッド（上級魔法のための杖）を召喚する魔法。
ソルヴォラーレ(Sorvolare)
ロッドにまたがり、空を飛行する魔法。アカデミー中等部の卒業試験にもなっている。
アッシュガーレ(Asciugare)
水を移動させる魔法。服や靴を乾かすのに使う。初級魔法。
アンテムラーレ(Antemurale)
水のカーテンを生じさせる魔法。服を着替えたいときなどに使う。
イアリーノ(Ialino)
人の体を透明にし、他人から見えなくさせる魔法。かなりの高等魔法で簡単に使用できない。
風の声（ヴォーチェ・ディ・ヴェント、Voce di Vento）
心の声を風に乗せて相手に伝える魔法。アカデミーの大学部クラスの高等魔法。
スヴェスティーレ(Svestire)
魔法の弾で相手の衣服を溶かす魔法。主に学園祭で行われる競技で使われる。
水瓶（フラーレ）
アトレティカの様々な場所にある水瓶。魔法を使うことにより消費される体内の水分を補給するために設置されている。
謝花祭（カーニヴァル）
アトレティカで開かれる盛大な祭り。年に一度、南の群島から風に乗って運ばれてくるゼラニウムの花びらがアトレティカ中に降り注ぐ3日間、開催される。初日にはパレードが行なわれ、二日目には「レガッタ」というロッドの飛行レースが開催される。最終日には壮大な花火大会が行われる。
アカデメイア学園祭
アカデミーで年に1度行われる行事。魔法競技スヴェスティーレや、最終日に銀帝蹄の夜（ミュージアム・バル）というダンスパーティが催される。

## スタッフ
- 原画：蜜桃まむ
- シナリオ：神野マサキ
- 音楽：Angel Note、Elements Garden

## 主題歌
1stOP曲「Blue Horizon」
作詞：RUCCA / 作曲・編曲：藤田淳平 (Elements Garden) / 歌：榊原ゆい
2ndOP曲「メルクリア」
作詞：RUCCA / 作曲・編曲：中山真斗 (Elements Garden) / 歌：霜月はるか
挿入歌「青い花」
作詞・作曲：kala (Angel Note) / 編曲：森まもる / 歌：Riryka
ED曲「やさしさは水の調べ」
作詞・歌：中山マミ / 作曲・編曲：森まもる

## その他
- 作中の固有名詞のいくつかが漫画『Landreaall』（一迅社『コミックZERO-SUM』連載）からの盗用であることが、作者のおがきちかに指摘されている[1]。ダンスパーティー「銀帝蹄の夜 "ミュージアム・バル"」や、歌う古代樹「エカリープ」などで、これらはおがきちかによる造語。